# Slättåkra socken
Slättåkra socken i Halland ingick i Halmstads härad och är sedan 1974 en del av Halmstads kommun i Hallands län, från 2016 inom Slättåkra distrikt och en del av Oskarströms distrikt.
Socknens areal är 116,13 kvadratkilometer, varav 114,25 land. År 2000 fanns här 865 invånare. Orten Johansfors samt kyrkbyn Slättåkra med sockenkyrkan Slättåkra kyrka ligger i socknen. 

## Administrativ historik
Slättåkra socken har medeltida ursprung.
Vid kommunreformen 1862 övergick socknens ansvar för de kyrkliga frågorna till Slättåkra församling och för de borgerliga frågorna till Slättåkra landskommun.  1947 bröts en del av landskommunen ut för att bli en del av den då nybildade Oskarströms köping. 1957 utbröts en del av församlingen för att bli en del av den då nybildade Oskarströms församling. Slättåkra landskommunen inkorporerades 1952 i Kvibille landskommun som 1974 uppgick i Halmstads kommun. Slättåkra församling uppgick 2008 i Slättåkra-Kvibille församling.
1 januari 2016 inrättades distriktet Slättåkra och Oskarström,, med samma omfattning som motsvarande församlingar hade 1999/2000 och fick 1957, och vari detta sockenområde ingår.
Socknen har tillhört fögderier och domsagor enligt Halmstads härad. De indelta båtsmännen tillhörde Södra Hallands första båtsmanskompani.

## Geografi och natur
Slättåkra socken ligger väster om Nissan och öster om Suseån. Socknen består av dalbygd längs åarna och kuperad skogsbygd däromkring.
Det finns hela nio naturreservat i socknen: Biskopstorp som delas med Kvibille socken, Almeberget, Getabäcken, Skrockeberg, Stövlaberget och Övraböke ingår alla i EU-nätverket Natura 2000 medan Bohult, Skårebo och Spenshult är kommunala naturreservat. I socknen finns även en mindre del av det kommunala naturreservatet Hålldammsknattarna som i huvudsak ligger i Getinge och Kvibille socknar.
I Drared fanns förr ett gästgiveri.
En kraftstation i Nissan finns vid Nissaström. Järnvägslinjen Halmstad-Nässjö går genom Johansfors längs Nissan och Riksväg 26 (den så kallade Nissastigen) går även den genom Slättåkra socken.

## Näringar
Jordbruk, skogsbruk och småindustrier dominerar näringarna. Många invånare pendlar också till till exempel Halmstad, Oskarström eller Hyltebruk. En stor arbetsplats är Spenshults sjukhus  (tidigare sanatorium och reumatikersjukhus).

## Fornlämningar
Från stenåldern finns boplatser och från järnåldern finns gravar, stensättningar och domarringar.

## Namnet
Namnet (1447 Slettagher) kommer från kyrkbyn. Förleden innehåller slätt, efterleden åker.

## Befolkningsutveckling
| Befolkningsutvecklingen i Slättåkra socken 1750–1990                                                    | Befolkningsutvecklingen i Slättåkra socken 1750–1990 | Befolkningsutvecklingen i Slättåkra socken 1750–1990 | Befolkningsutvecklingen i Slättåkra socken 1750–1990 | Befolkningsutvecklingen i Slättåkra socken 1750–1990 |
| --- | ---------------------------------------------------- | ---------------------------------------------------- | ---------------------------------------------------- | ---------------------------------------------------- |
| |                                                      |                                                      |                                                      |                                                      |
| År |                                                      |                                                      | Folkmängd                                            |                                                      |
| 1750 | 1750                                                 |                                                      | 1 427                                                |                                                      |
| 1760 | 1760                                                 |                                                      | 1 432                                                |                                                      |
| 1769 | 1769                                                 |                                                      | 1 490                                                |                                                      |
| 1780 | 1780                                                 |                                                      | 1 519                                                |                                                      |
| 1790 | 1790                                                 |                                                      | 969                                                  |                                                      |
| 1800 | 1800                                                 |                                                      | 1 044                                                |                                                      |
| 1810 | 1810                                                 |                                                      | 1 056                                                |                                                      |
| 1820 | 1820                                                 |                                                      | 1 134                                                |                                                      |
| 1830 | 1830                                                 |                                                      | 1 262                                                |                                                      |
| 1840 | 1840                                                 |                                                      | 1 409                                                |                                                      |
| 1850 | 1850                                                 |                                                      | 1 430                                                |                                                      |
| 1860 | 1860                                                 |                                                      | 1 613                                                |                                                      |
| 1870 | 1870                                                 |                                                      | 1 683                                                |                                                      |
| 1880 | 1880                                                 |                                                      | 1 693                                                |                                                      |
| 1890 | 1890                                                 |                                                      | 2 131                                                |                                                      |
| 1900 | 1900                                                 |                                                      | 2 630                                                |                                                      |
| 1910 | 1910                                                 |                                                      | 1 651                                                |                                                      |
| 1920 | 1920                                                 |                                                      | 1 658                                                |                                                      |
| 1930 | 1930                                                 |                                                      | 1 721                                                |                                                      |
| 1940 | 1940                                                 |                                                      | 1 277                                                |                                                      |
| 1950 | 1950                                                 |                                                      | 1 290                                                |                                                      |
| 1960 | 1960                                                 |                                                      | 1 139                                                |                                                      |
| 1970 | 1970                                                 |                                                      | 939                                                  |                                                      |
| 1980 | 1980                                                 |                                                      | 915                                                  |                                                      |
| 1990 | 1990                                                 |                                                      | 909                                                  |                                                      |
| Anm: Källor: Umeå universitet - Tabellverket 1749-1859, Demografiska databasen, CEDAR, Umeå universitet |                                                      |                                                      |                                                      |                                                      |